# 安德森环形山
安德森环形山（Anderson）是位于月球背面巨型的弗罗因德利希-沙罗诺夫盆地中的一座大撞击坑，约形成于酒海纪，其名称取自美国天文学家约翰·奥古斯特·安德森（John August Anderson，1876年-1959年），1970年被国际天文联合会正式批准接受。

## 描述

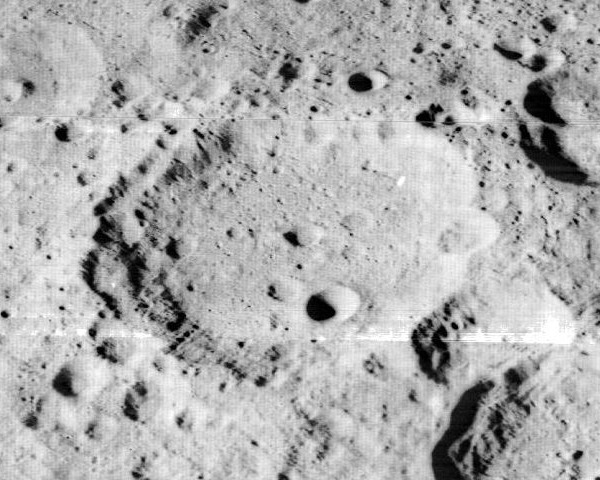
月球轨道器2号拍摄的图像

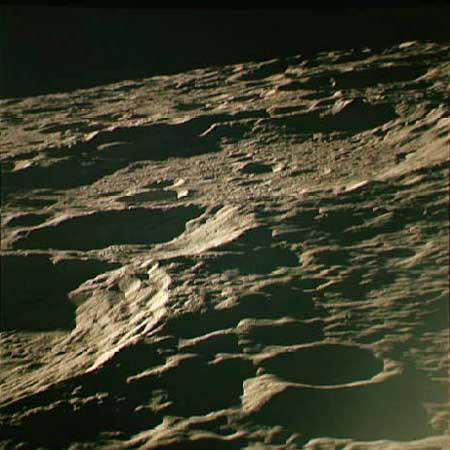
阿波罗16号拍摄的安德森环形山(背景中)

该陨坑位于弗罗因德利希-沙罗诺夫盆地内，东北紧邻白贝罗环形山；东南靠近沙罗诺夫环形山和斯潘塞·琼斯环形山；在它的东北，是直径约50公里的小月海-奢湖。
该环形山的中心月面坐标为15°30′N 170°47′E / 15.5°N 170.79°E，直径105.33公里，深度2.87公里。
安德森环形山已严重磨损，沿边缘重叠着大量的小撞击坑，东南侧连接了卫星坑沙罗诺夫 J；环形山坑壁平均高出周边地形1530米，内部容积12000公里³。碗状的坑底较为平坦，表面散布着众多小陨坑，东南偏南部坐落着卫星坑安德森 L。
卫星坑安德森 L通常也被戏称为安德森手指。

## 卫星陨石坑
按惯例，最靠近安德森环形山的卫星坑在月图上以字母标注在该坑中心点的旁边。
| 安德森 | 纬度    | 经度     | 直径    |
| ------ | ------- | -------- | ------- |
| E      | 16.9° N | 173.4° E | 28 公里 |
| F      | 16.3° N | 173.6° E | 49 公里 |
| L      | 14.6° N | 170.9° E | 14 公里 |

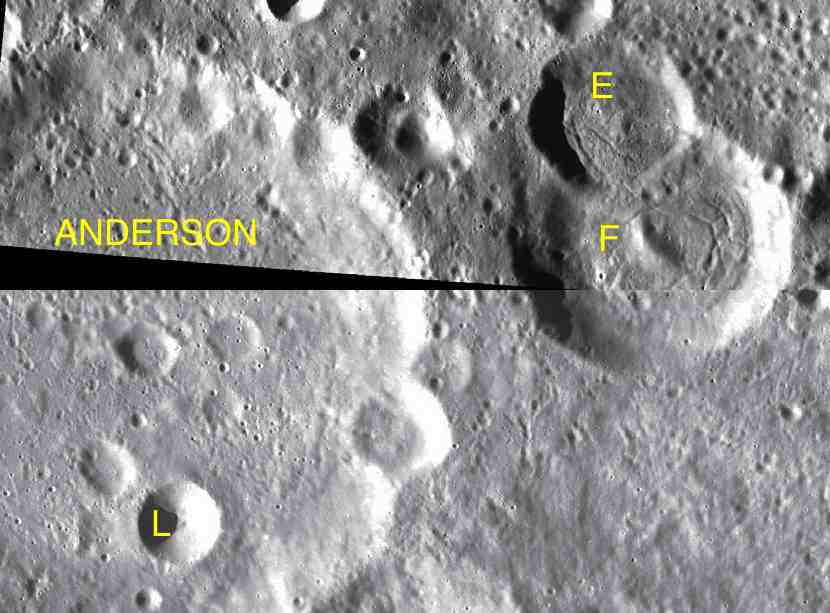
LAC-50和LAC-68拼接图

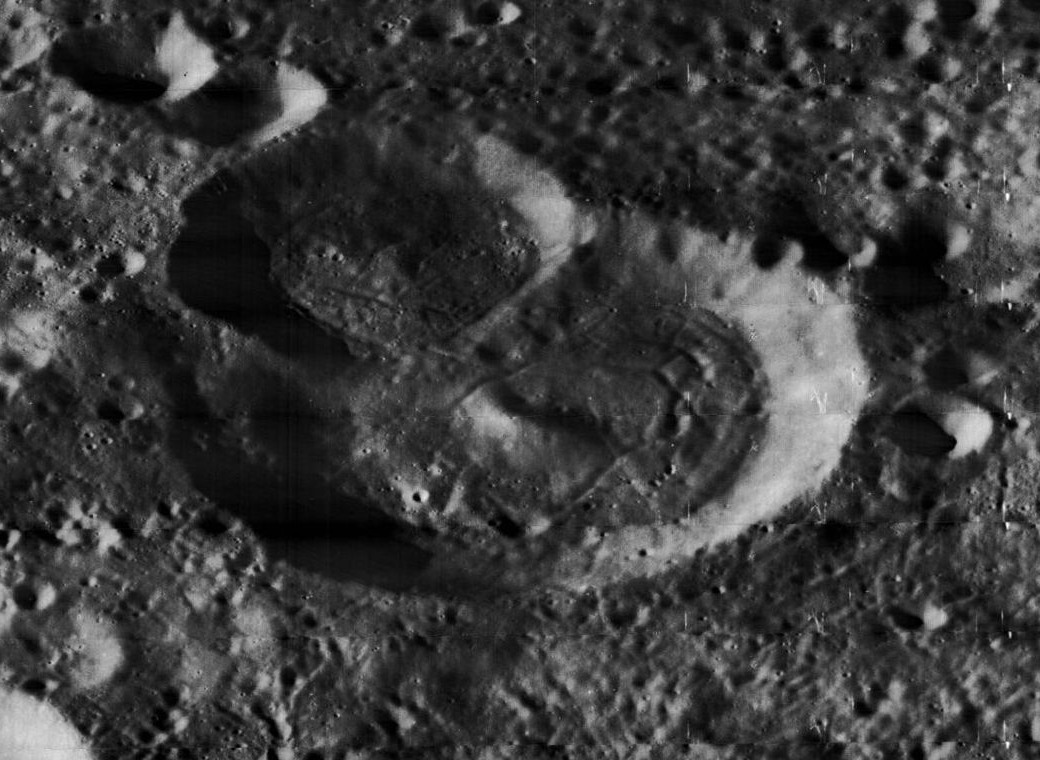
卫星坑安德森 F（居中）和安德森 E(上左)

- 卫星坑安德森 L约形成于酒海纪[1]。